# Kościół św. Stanisława Kostki w Kołczynie
Kościół pw. św. Stanisława Kostki w Kołczynie – katolicki kościół parafialny znajdujący się w Kołczynie (gmina Krzeszyce). Zachowany w dużej mierze w oryginalnym kształcie stanowi pamiątkę osadnictwa na błotach nadwarciańskich.

## Historia
Kościół z muru pruskiego pierwotnie ewangelicki, obecnie rzymskokatolicki, wybudowano w około 1772 dla osadników kolonizujących błota nadwarciańskie. Sygnaturka pochodzi z 1869. Obiekt znacząco przebudowano po pożarze w latach 50. XX wieku. W 1954 dobudowano od północy murowaną zakrystię, a od zachodu kruchtę, co zaburzyło pierwotną bryłę. Obie dobudówki otynkowano. Empory zlikwidowano w latach 70. XX wieku (pozostawiono chór zachodni i resztę słupów). W tym samym czasie wymieniono około połowę szkieletu konstrukcyjnego ścian i zbudowano nową więźbę dachową, wylano posadzkę cementową, a także (wzorując się na oryginalnej) wymieniono stolarkę drzwi i okien. 

## Architektura
Rzut kościoła w Kołczynie oparty jest o kształt prostokąta o wymiarach 20,5 x 10,5 m, rozbudowanego o przyległe do dłuższych boków prostokątne w planie kruchty, zakrystię od północy i czworoboczną trzecią kruchtę, przez którą prowadzi wejście główne, od zachodu. Budowla nakryta jest dachem trzypołaciowym, zakrystia pulpitowym, a pozostałe człony dwuspadowymi. Na zachodnim skraju kalenicy umieszczono sygnaturkę z latarnią i hełmem ostrosłupowym. Do wnętrza świątyni prowadziły niegdyś trzy wejścia: jedno umieszczone od strony zachodniej, dwa pozostałe przez boczne kruchty. Zamurowano wejście w kruchcie północnej i wprowadzono wejście od strony zakrystii. Salową nawę przekryto pozornym sklepieniem odcinkowym, wspartym na drewnianych podporach, przechodzącym w płaski strop w partiach bocznych. 

## Wyposażenie
Wyposażenie kościoła jest skromne. Na wyróżnienie zasługuje XIX-wieczny prospekt organowy firmy W. Grüneberg Stettin, umieszczony pod chórem muzycznym, neogotycka chrzcielnica, która zapewne pierwotnie usytuowana była w części ołtarzowej oraz rzeźba anioła chrzcielnego z pierwszej połowy XVIII wieku.  

## Dzwonnica
Dzwonnica jest wolnostojąca, prostopadłościenna, drewniana, oszalowana, z końca XVIII lub początku XIX wieku, wyremontowana w 2009. Stoi na ceglanym cokole, nakryta dachem czterospadowym z latarnią. Zachowane oryginalne dzwony.

## Otoczenie
Przy kościele znajdują się następujące obikety:
- kamień pamiątkowy z 2007 i dąb przyjaźni polsko-niemieckiej posadzony przez obecnych i przedwojennych mieszkańców wsi z okazji ich pierwszego oficjalnego spotkania zorganizowanego 9 lipca 2006 przez powiat sulęciński i Heimatkreis Oststernberger (widnieje na nim m.in. cytat z Listu do Galatów: Jeden drugiego brzemiona noście),
- kamień-nagrobek pastora Fritza Wilskiego (1812-1867),
- figura maryjna z tablicą pamiątkową z kwietnia 2006, upamiętniającą 60-lecie parafii założonej w 1946[6].

## Galeria

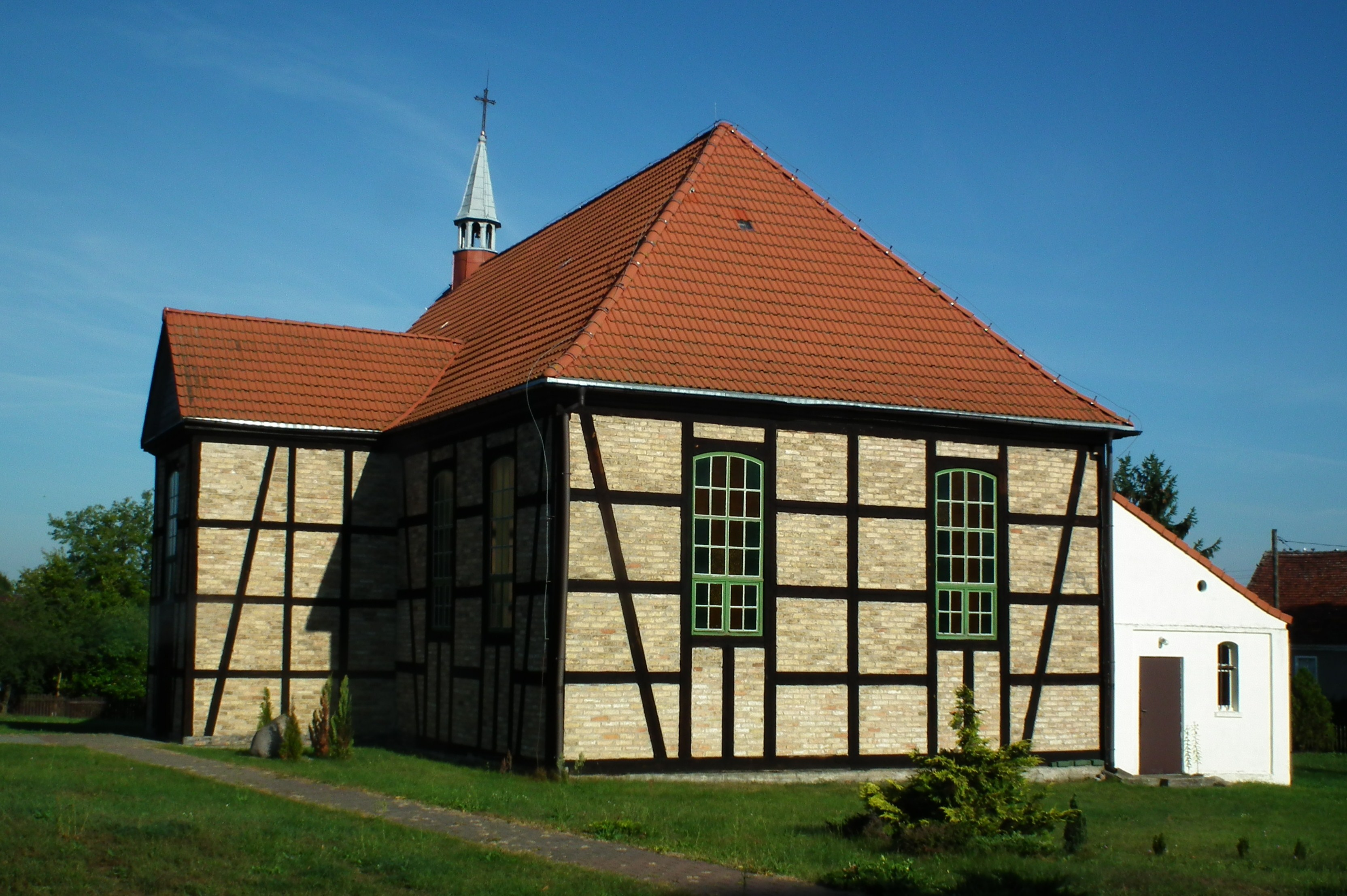
Widok ogólny
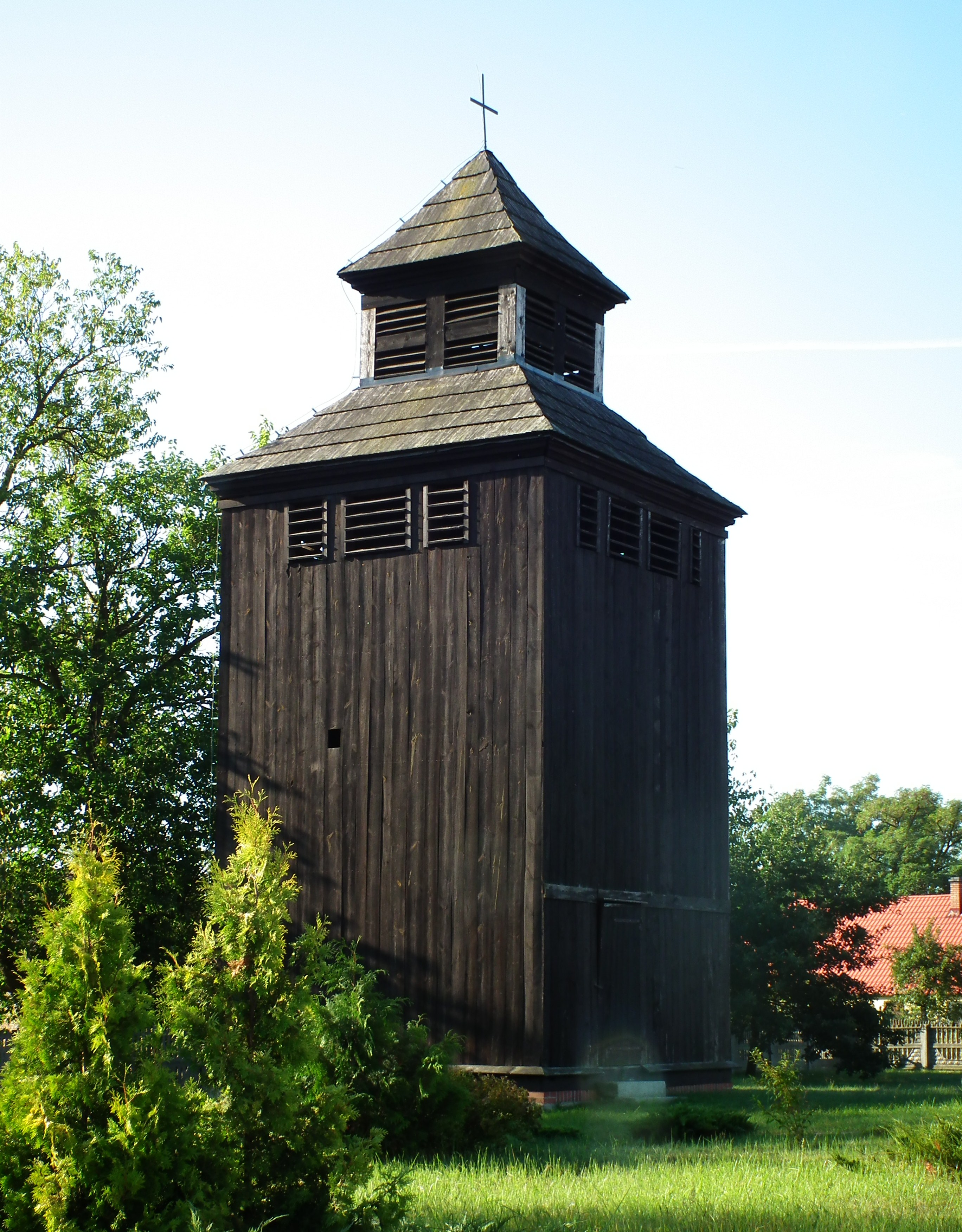
Dzwonnica
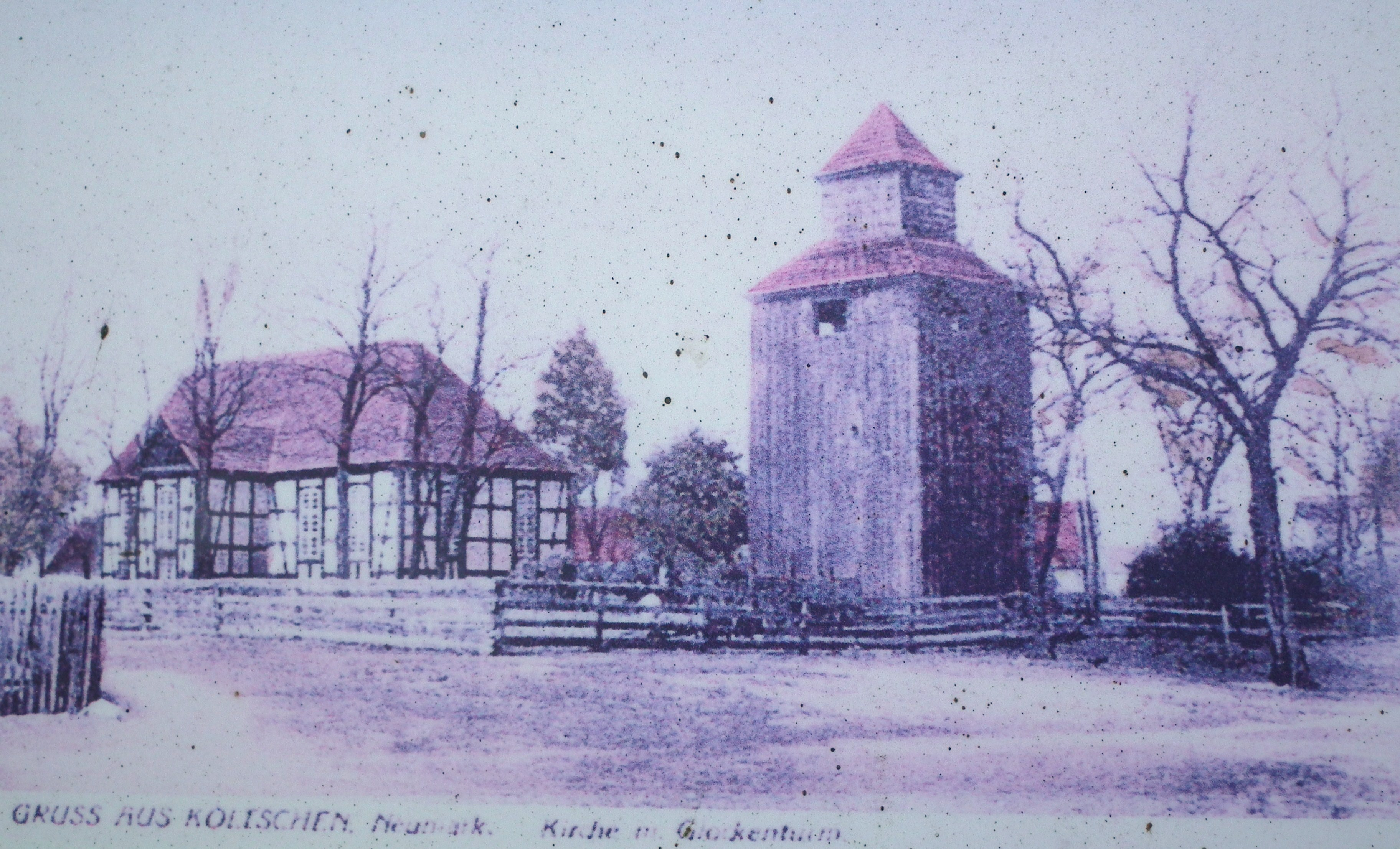
Stan przed 1945